# Christophe Civeton
Christophe Civeton (né en 1796 à Paris où il est mort le 9 mars 1830) est un peintre et lithographe français. Élève de Jean-Victor Bertin pour la peinture de paysage et de Nicolas Ponce pour la gravure,,, il remporte le prix de perspective décerné en 1816 par l'école des Beaux-Arts, afin que les élèves apprennent à composer les fonds de leurs tableaux.

## Œuvres

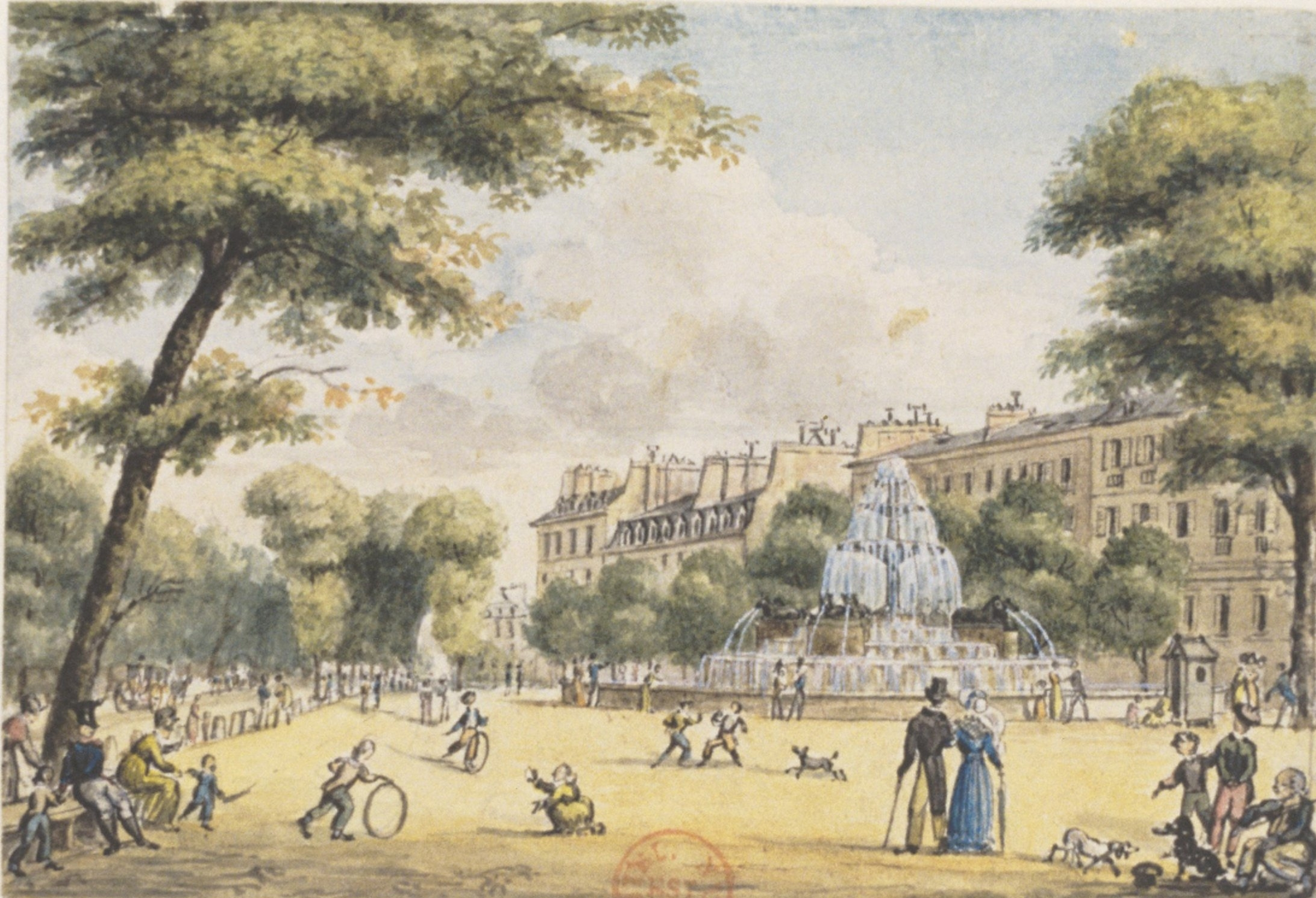
Place de la République, Paris.

- 85 sujets représentant les différents monuments de Paris
- 92 vues des principaux monuments des environs de Paris
- 24 vues perspectives des salles et escaliers du Musée royal du Louvre sous Philippe-Auguste, Charles V et dans son état actuel
- la communion de la Reine à la Conciergerie
- vue intérieur de l'abbaye de Saint-Ouen
- vue de 82 chefs-lieux de département
- les principaux monuments de la France